# Doigt
Doigt war ein Längenmaß im französisch-ostindischen Pondichery. Es entsprach nicht, wie oft in der Literatur erwähnt, dem Zoll, sondern war die Daumenbreite.
- 1 Doits = 2,166 Zentimeter
- 1 Doigt = 1/12 Pied